# Voivodia de Nowogródek
A voivodia de Nowogródek (polonês: Województwo nowogródzkie, bielorrusso: Навагрудзкае вайводзтва) foi uma unidade de divisão administrativa do Grão-Ducado da Lituânia (depois de 1569 da República das Duas Nações) e da Polônia entre o século XV e 1795 e depois entre 1919 e 1939, com a sua capital na cidade de Nowogródek. Deixou de existir em setembro de 1939, após as invasões alemã e soviética da Polônia (ver: Invasão da Polônia).

## Voivodia de Nowogródek (1919-1939)

### População
Nos anos de 1919-1939 ela era constituída por 8 powiaty (condados), 8 cidades e apenas 89 aldeias. Em 1921 sua população era de 800 761 habitantes e a densidade populacional era de 34,8 hab/km². Em 1931 a população cresceu para 1 057 000. Cerca de 54% da população era formada por poloneses, 38% por bielorrussos e cerca de 7% por judeus (principalmente nas cidades).

### Localização e área
A área da voivodia era de 22 966 km². Estava localizada no nordeste do país, fronteira com a União Soviética a Leste, a voivodia de Białystok a Oeste, a voivodia da Podláquia ao Sul e a voivodia de Wilno ao Norte. Sua superfície era plana, coberta de florestas e tendo o rio Neman como seu rio principal.

### Cidades e condados
A histórica cidade de Nowogródek era a menor de todas as capitais de voivodias da Polônia, com a população de cerca de 10 000 habitantes (em 1939). A maior cidade da voivodia era a cidade de Baranowicze na junção das ferrovias, e que na década de 1930 cresceu rapidamente, alcançando em 1931 o número de quase 23 000 habitantes. Outros centros importantes da região eram: Lida (em 1931 pop. 20 000 hab.), Słonim (pop. 16 000 hab.) e Nieśwież (pop. 8 000 hab.).

#### Powiaty
(População em 1931)
- Condado de Baranowicze (powiat baranowicki)  Baranowicze (área 3298 km², pop. 161.100)
- Condado de Lida (powiad lidzki)  Lida (área 4258 km², pop. 183.500)
- Condado de Nieśwież (powiat nieświeski)  Nieśwież (área 1968 km², pop. 114.500)
- Condado de Nowogródek (powiat nowogródzki)  Nowogródek (área 2930 km², pop. 149.500)
- Condado de Słonim (powiat słonimski)  Słonim (área 3069 km², pop. 126.500)
- Condado de Stołpce (powiat stołpecki)  Stołpce (área 2371 km², pop. 99.400)
- Condado de Szczuczyn (powiat szczuczyński)  Szczuczyn (área 2273 km², pop. 107.200)
- Condado de Wołożyn (powiat wołożyński)  Wołożyn (área 2799 km², pop. 115.500)

### Ferrovias e indústrias
A voivodia de Nowogródek estava localizada na então chamada Polônia “B”, significando que era subdesenvolvida, sem a existência de indústrias e poderia ser mais apropriada chamá-la de Polônia “C”. Grande parte de sua população era pobre, com altos índices de analfabetismo e baixo nível de produção agrícola. A malha ferroviária era escassa (seu comprimento total era de apenas 713 quilômetros, ou 3,1 pot 100 km²), com apenas duas junções - em Baranowicze e Lida. Nowogródek mesma, não era ligada a qualquer ferrovia.

### Setembro de 1939 e suas conseqüências
Em 17 de setembro de 1939, após a invasão alemã da Polônia e o Pacto Molotov-Ribbentrop, as forças soviéticas invadiram o leste da Polônia. Como o Exército da Polônia estava mais concentrado na parte oeste do país, em luta contra os alemães, os soviéticos encontraram pouca resistência e suas tropas avançaram rapidamente em direção ao oeste, ocupando facilmente a área da voivodia.
A União Soviética ocupou a área em 1939 e em 1941 foi a vez da ocupação pela Alemanha. Depois da Segunda Guerra Mundial, a região foi anexada pela União Soviética e dividida entre as Repúblicas Socialistas Soviéticas da Lituânia e da Bielorrússia.

### Voivodas
- Martynas Goštautas (1464 - 1471)
- Albrecht Goštautas (1508 - 1514)
- Stanislovas Goštautas (1530 - 1542)
- Mikołaj Krzysztof Sapieha (1618 - 1638)
- Aleksander Słuszka (1638 - 1643)
- Tomasz Sapieha (janeiro de 1643 - abril de 1646)

## Voivodia de Nowogródek (século XIV-1795)
A voivodia de Nowogródek (polonês: Województwo nowogródzkie, latim: Palatinatus Novogrodensis) foi uma unidade da divisão administrativa e governo local no Grão-Ducado da Lituânia do século XIV até 1569 e no Reino da Polônia (a Coroa) desde 1569 até as partições da Polônia em 1795. Fez parte da província do Grão-Ducado da Lituânia.
Sede do governo da voivodia (wojewoda):
- Nowogródek

Sede do Conselho regional (sejmik poselski i deputacki):
- Nowogródek

Divisão administrativa:
- Condado de Nowogródek (powiat nowogródzki),  Nowogródek
- Condado de Wołkowysk (powiat wołkowyski),  Wołkowysk
- Condado de Słonim (powiat słonimski),  Słonim

## Referência
- Maly rocznik statystyczny 1939, Nakladem Glownego Urzedu Statystycznego, Varsóvia 1939 (Anuário Estatísco da Polônia, Varsóvia 1939).